# Lista över Tysklands finansministrar
Detta är en lista över Tysklands finansministrar. Den inkluderar både Väst- och Östtysklands ministrar.
| Namn                                                 | Från              | Till             | Parti                              |
| ---------------------------------------------------- | ----------------- | ---------------- | ---------------------------------- |
| Adolf von Scholz                                     | 1880              | 1882             | –                                  |
| Franz Emil Emanuel von Burchard                      | 1882              | 1886             | –                                  |
| Karl Rudolf Jacobi                                   | 1886              | 1888             | –                                  |
| Helmuth Freiherr von Maltzahn                        | 1888              | 1893             | –                                  |
| Arthur Graf von Posadowsky-Wehner                    | 1893              | 1897             | Freikonservative Partei            |
| Max Franz Guido Freiherr von Thielmann               | 1897              | 1903             | –                                  |
| Hermann Freiherr von Stengel                         | 1903              | 1908             | –                                  |
| Reinhold Sydow                                       | 1908              | 1909             | –                                  |
| Adolf Wermuth                                        | 1909              | 1912             | –                                  |
| Hermann Kühn                                         | 1912              | 1915             | –                                  |
| Karl Helfferich                                      | 1915              | 1916             | –                                  |
| Siegfried von Roedern                                | 1916              | 1918             | –                                  |
| Weimarrepublikens finansministrar (1919–1933)        |                   |                  |                                    |
| Eugen Schiffer                                       | 13 februari 1919  | 19 april 1919    | Deutsche Demokratische Partei      |
| Bernhard Dernburg                                    | 19 april 1919     | 20 juni 1919     | Deutsche Demokratische Partei      |
| Matthias Erzberger                                   | 21 juni 1919      | 12 mars 1920     | Deutsche Zentrumspartei            |
| Joseph Wirth                                         | 27 mars 1920      | 22 oktober 1921  | Deutsche Zentrumspartei            |
| Andreas Hermes                                       | 26 oktober 1921   | 13 augusti 1923  | Deutsche Zentrumspartei            |
| Rudolf Hilferding                                    | 13 augusti 1923   | 1 oktober 1923   | Tysklands socialdemokratiska parti |
| Hans Luther                                          | 6 oktober 1923    | 15 december 1924 | –                                  |
| Otto von Schlieben                                   | 19 januari 1925   | 26 oktober 1925  | Deutschnationale Volkspartei       |
| Hans Luther                                          | 26 oktober 1925   | 20 januari 1926  | –                                  |
| Peter Reinhold                                       | 20 januari 1926   | 29 januari 1927  | Deutsche Demokratische Partei      |
| Heinrich Köhler                                      | 29 januari 1927   | 29 juni 1928     | Deutsche Zentrumspartei            |
| Rudolf Hilferding                                    | 29 juni 1928      | 21 december 1929 | SPD                                |
| Paul Moldenhauer                                     | 23 december 1929  | 20 juni 1930     | Deutsche Volkspartei               |
| Heinrich Brüning                                     | 20 juni 1930      | 26 juni 1930     | Deutsche Zentrumspartei            |
| Hermann Dietrich                                     | 26 juni 1930      | 1 juni 1932      | Deutsche Demokratische Partei      |
| Johann Ludwig Graf Schwerin von Krosigk              | 2 juni 1932       | 30 januari 1933  |                                    |
| Tredje rikets finansministrar (1933–1945)            |                   |                  |                                    |
| Johann Ludwig Graf Schwerin von Krosigk              | 30 januari 1933   | 23 maj 1945      | –                                  |
| Östtysklands finansministrar (1949–1990)             |                   |                  |                                    |
| Hans Loch                                            | 1949              | 1955             | LDPD                               |
| Willy Rumpf                                          | 1955              | 1966             | SED                                |
| Siegfried Böhm                                       | 1966              | 1980             | SED                                |
| Werner Schmieder                                     | 1980              | 1981             | SED                                |
| Ernst Höfner                                         | 1981              | 1989             | SED                                |
| Uta Nickel                                           | 1989              | 1990             | SED                                |
| Walter Romberg                                       | 1990              | 1990             | SDP                                |
| Werner Skowron                                       | 1990              | 1990             | CDU                                |
| Västtysklands finansministrar (1949–1990)            |                   |                  |                                    |
| Fritz Schäffer                                       | 20 september 1949 | 29 oktober 1957  | CSU                                |
| Franz Etzel                                          | 29 oktober 1957   | 14 november 1961 | CDU                                |
| Heinz Starke                                         | 14 november 1961  | 19 november 1962 | FDP                                |
| Rolf Dahlgrün                                        | 13 december 1962  | 28 oktober 1966  | FDP                                |
| Kurt Schmücker                                       | 28 oktober 1966   | 30 november 1966 | CDU                                |
| Franz Josef Strauss                                  | 2 december 1966   | 20 oktober 1969  | CSU                                |
| Alexander Möller                                     | 22 oktober 1969   | 13 maj 1971      | SPD                                |
| Karl Schiller                                        | 13 maj 1971       | 7 juni 1972      | SPD                                |
| Helmut Schmidt                                       | 7 juni 1972       | 15 maj 1974      | SPD                                |
| Hans Apel                                            | 16 juni 1974      | 15 februari 1978 | SPD                                |
| Hans Matthöfer                                       | 16 februari 1978  | 28 april 1982    | SPD                                |
| Manfred Lahnstein                                    | 28 april 1982     | 4 oktober 1982   | SPD                                |
| Gerhard Stoltenberg                                  | 4 oktober 1982    | 21 april 1989    | CDU                                |
| Theodor Waigel                                       | 21 april 1989     | 2 oktober 1990   | CSU                                |
| Förbundsrepubliken Tysklands finansministrar (1990–) |                   |                  |                                    |
| Theodor Waigel                                       | 2 oktober 1990    | 27 oktober 1998  | CSU                                |
| Oskar Lafontaine                                     | 27 oktober 1998   | 18 mars 1999     | SPD                                |
| Werner Müller (tillförordnad)                        | 18 mars 1999      | 12 april 1999    | partilös                           |
| Hans Eichel                                          | 12 april 1999     | 22 november 2005 | SPD                                |
| Peer Steinbrück                                      | 22 november 2005  | 27 oktober 2009  | SPD                                |
| Wolfgang Schäuble                                    | 28 oktober 2009   | 24 oktober 2017  | CDU                                |
| Peter Altmaier (tillförordnad)                       | 24 oktober 2017   | 14 mars 2018     | CDU                                |
| Olaf Scholz                                          | 14 mars 2018      | 8 december 2021  | SPD                                |
| Christian Lindner                                    | 8 december 2021   | 6 november 2024  | FDP                                |
| Jörg Kukies                                          | 7 november 2024   | nuvarande        | SPD                                |